# Pelobiontida
Ordre
Les Pelobiontida sont un ordre d'amibes de la classe des Archamoebea (embranchement des Amoebozoa).

## Description
Les Pelobiontida Page, 1976, sensu Cavalier-Smith 2013, sont des amibes ciliées anaérobies ou microaérophiles avec des monocinétides à battements lents ou des polycinétides immobiles, souvent avec des pseudopodes latéraux hyalins.

En 1976 dans sa publication, Frederick C. Page (d) en donnait la définition suivante : 

« Corps : un cylindre épais ou ovoïde allongé, monopodial, avec un véritable écoulement bidirectionnel du cytoplasme commun ; généralement multinucléé ; dépourvu de mitochondries mais avec des bactéries symbiotiques ;
contenant souvent des particules minérales et de la matière végétale ; dans des habitats micro-aérobies ; aucun stade flagellé connu. »

## Liste des familles
- Pelomyxidae Schultze, 1877
- Tricholimacidae Cavalier-Smith, 2013

## Systématique
Le nom valide complet (avec auteur) de ce taxon est Pelobiontida Page (d), 1976,. Sa famille type est celle des Pelomyxidae.

### Publication originale
- (en) Frederick C. Page, « A revised classification of the Gymnamoebia (Protozoa: Sarcodina) », Zoological Journal of the Linnean Society, Linnean Society of London et OUP, vol. 58, no 1,‎ janvier 1976, p. 61-77 (ISSN 1096-3642 et 0024-4082, OCLC 01799617, DOI 10.1111/J.1096-3642.1976.TB00820.X).